# Vlag van Kaag

Dorpsvlag van Kaag

De vlag van Kaag is op november 1950 vastgesteld door de plaatselijke Vereniging voor Vreemdelingen Verkeer als de dorpsvlag van de Zuid-Hollandse dorp Kaag. De vlag kan als volgt worden beschreven:
Twee evenlange banen van wit en groen, met op het wit een rood afgewend Kaagschip.
Het Kaagschip varende op het witte veld (die symboliseert water) is aan het oude dorpswapen ontleend. De groene kleur symboliseert het polderland te midden waarvan men de Kagerplassen aantreft. Er bestaat ook een variant met de rode tekst kaag onder het Kaagschip geplaatst.
Dubbeldam
· Gouderak
· Heerjansdam
· Herkingen
· Hoek van Holland
· Kaag
· Katwijk
· Kijkduin
· Klaaswaal
· Lekkerkerk
· Lisse
· Maasdam
· Maasland
· Middelharnis
· Nieuwe-Tonge
· Noordeloos
· Ooltgensplaat
· Ouddorp
· Rijnsburg
· Rockanje
· Scheveningen
· Stad aan 't Haringvliet
· Stellendam
· Tiengemeten
· Valkenburg
· Wieldrecht